# خواجه بخارایی
خواجه بخارایی شاعر یهودی پارسی‌گوی اهل بخارا بود که در سال ۱۶۰۶ بر اساس کتاب دانیال و میدراش‌های مرتبط، اثر منظوم دانیال‌نامه را به زبان فارسی سرود. این اثر بیش از دو هزار بیت دارد و حماسی‌ای به سبک آثار مولانا شاهین شیرازی و مولانا عمرانی است. شامل صحنه‌هایی بدیعی از نبردها، از جمله رویارویی سپاه کوروش هخامنشی و داریوش مادی با دشمن مشترکشان، بلشاصر آخرین امپراتور بابل است. اثر کمیابی است و امروزه تنها یک نسخهٔ کامل از آن وجود دارد.

## نمونهٔ آثار
| قضا را داریوش شاه مادی         |  | به کورش گفت در کيفیت می        |
| که آورده است پیک تیزگامی       |  | ز بغداد از برای من پیامی       |
| ز کار و بار شاهی نیست آگاه     |  | که شاهان مرده اند و او شده شاه |
| که پور بخت النصر آن شاه بد نام |  | به تخت سلطنت بگرفته آرام       |